# Río Juti
El río Juti (en ruso: Хутый) es un río del Gran Cáucaso en el distrito de Karacháyevsk de la república de Karacháyevo-Cherkesia del sur de Rusia, en la reserva natural de Teberdá. Es afluente por la izquierda del río Amanauz, componente del río Teberdá, que desemboca en el Kubán.

## Curso
El río nace en las estribaciones septentrionales del pico Semiónov-Bashi y meridionales del pico Bolshói Juti. Discurre predominantemente en dirección este-sureste por un abrupto valle de alta montaña en sus 6 km de recorrido hasta su desembocadura en el río Amanauz, componente del Teberdá.